# عثمان بن أبي نسعة الخثعمي
عثمان بن أبي نسعة الخثعمي والي الدولة الأموية على الأندلس، أرسله عبيدة بن عبد الرحمن السلمي والي أفريقية ليتولى الأندلس خلفًا ليحيى بن سلامة الكلبي. ولم يستمر فيها أكثر من خمسة أشهر، حيث عُزل وتولى مكانه حذيفة بن الأحوص القيسي.